# Nayla Al Khaja
Nayla Al Khaja (Dubái, 7 de marzo de 1978) es una directora de cine y guionista de los Emiratos Árabes Unidos (EAU). Es la primera mujer emiratí en aventurarse en esta industria. En sus películas, plantea temas y problemas humanitarios y sociales controvertidos en su sociedad.

## Primeros años
A Al Khaja le gusta mucho la pintura, y empezó a pintar al óleo sobre lienzo. Después de esto, abrió una galería de arte, que poca gente conoce ya que intenta mantenerla con discreción y firma con un seudónimo. Cuando tenía veintiún años, se especializó en bellas artes y se centró sobre todo en el mundo del séptimo arte, el cinema.
En 1999 obtuvo un título en Comunicación de Masas en la Dubai Women’s College.

En 2005 se graduó en dirección y producción de cine en la Universidad Ryerson de Canadá. Cuando volvió a Dubái, dirigió y produjo su primer documental, Unveiling Dubai (2005), con el apoyo del ministro de Educación Superior de los Emiratos Árabes Unidos, Sheikh Nayhan bin Mubarak Al Nahyan, que se estrenó en 2006 al Festival Internacional de Cine de Dubái.[cita requerida]

## Carrera profesional
En 2005, Al Khaja fundó su propia productora cinematográfica, D-SEVEN Motion Pictures, un proyecto para fomentar el cine independiente en común con algunas empresas como Canon y también con el Ministerio de Cultura y Desarrollo del Conocimiento. Su primera película, Arabana (2006), suscitó una fuerte controversia, porque trataba un tema delicado: el maltrato infantil. El argumento de su segunda película, Once (2009), gira alrededor de una joven de 18 años que tiene su primera cita en Dubái. Y en 2010 produjo su tercera película, Malal, sobre el matrimonio y la convivencia.[cita requerida]
Al Khaja quería realizar una película basada en hechos reales que tuvieron lugar en los Emiratos Árabes Unidos durante los años 60, sobre una joven que se perdió por el desierto. Según el plan, el rodaje habría empezado en diciembre de 2012, y la película habría estado lista en marzo del año siguiente, pero no hay pruebas que indiquen que la película llegó a realizarse o no.[cita requerida]

## Filmografía
- Sweet Sixteen (1996)
- 3adi.com (1998)
- The will (2003)
- The Loss (2005)
- Unveiling Dubai (2005)
- Arabana (2006)
- Once (2009)
- Malal (2010)
- Hi (2012)
- Three (2013)
- The Neighbour (2013)
- Animal (2016)

## Premios y reconocimientos
En 2010, Malal, la primera película de los Emiratos Árabes Unidos rodada en el estado de Kerala, fue galardonada con el premio al mejor guion en el Festival Internacional de Cine del Golfo. En diciembre de ese mismo año, y con la misma película, Al Khaja ganó por primera vez, entre catorce competidores, el primer premio de la categoría Emirati Muhr en el Festival Internacional de Cine de Dubái (DIFF). En 2011, compitió en la categoría de cortometrajes del Festival de Cine de Tribeca de Nueva York.
[cita requerida]
Al Khaja, en 2010, después de competir contra diez finalistas de todo el mundo, recibió el premio Young Screen Entrepreneur del British Council.[cita requerida]
En 2013 su cortometraje The Neighbour ganó el Premio Especial del Jurado Muhr Emirati en el Festival Internacional de Cine de Dubái.
En 2015 obtuvo el título al Mejor Cortometraje en el Middle East Now Festival en Florencia (Italia)[cita requerida]